# Zdeněk Sytný
Zdeněk Sytný (* 28. května 1932) byl český a československý politik Komunistické strany Československa a poslanec Sněmovny národů Federálního shromáždění za normalizace.

## Biografie
K roku 1971 a 1976 se profesně zmiňuje jako seřizovač.
Ve volbách roku 1971 zasedl do české části Sněmovny národů (volební obvod č. 41 – Jičín, Východočeský kraj). Mandát obhájil ve volbách roku 1976 (obvod Jičín), volbách roku 1981 (obvod Jičín) a volbách roku 1986 (obvod Jičín). Ve FS setrval do prosince 1989, kdy rezignoval na svůj post v rámci procesu kooptace do Federálního shromáždění po sametové revoluci.